# Royaume de Polonnaruwa
v. 1055 – 1232
Entités précédentes :
- Royaume d'Anuradhapura

Entités suivantes :
- Royaume de Dambadeniya

Le royaume de Polonnaruwa est une monarchie du Sri Lanka qui a existé entre le XIe siècle et le XIIIe siècle. Il était l'une des 5 régions administratives du Rajarata.

### Source historique
- Culavamsa, récits en pali de l'histoire du Sri Lanka du IVe siècle à la chute du royaume de Kandy en 1815.
- Traduction du Culavamsa par le britannique Codrington en 1926 - Chapitre Polonnaruwa